# HD197169
HD197169 — хімічно пекулярна зоря спектрального класу A2, що має видиму зоряну величину в смузі V приблизно 6,8.
Вона  розташована на відстані близько 516,1 світлових років від Сонця.